# Без меня
«Без меня» — российский романтический драматический фильм режиссёра Кирилла Плетнёва. В главных ролях — Полина Максимова и Любовь Аксёнова. Фильм вышел в широкий прокат в России 11 октября 2018 года.

## Синопсис
Двум молодым девушкам — Кире и Ксюше — начинают приходить письма «с того света» от их общего любимого мужчины Димы, который был недавно похоронен. Он просит девушек отправиться к морю и таким образом исполнить его последнее желание.
Первоначально сценарий фильма назывался «Неидеальные».

## В ролях
- Полина Максимова — Кира
- Любовь Аксёнова — Ксения
- Риналь Мухаметов — Дима
- Кирилл Плетнёв — Ваня
- Анна Каменкова — мама Ксении
- Евгения Дмитриева — Роза
- Иван Титяев — младший сын Розы
- Владимир Яглыч — Антон
- Алексей Шевченков — хозяин придорожного кафе
- Агриппина Стеклова — Алёна
- Роман Евдокимов — мотоциклист
- Сэсэг Хапсасова — кассирша
- Александр Обласов — полицейский
- Владислав Каптур — полицейский
- Александр Печенин — охранник
- Екатерина Гудина — девушка мотоциклиста
- Ирина Чипиженко — бабушка в «Сапсане»
- Юрий Бигулов — мужчина на заправке
- Дарья Гущина — Мария

## Съёмки
Съёмки фильма проходили в Московской области и в Анапе.

## Рецензии
Рецензия на «Вокруг. ТВ» характеризует фильм как «роуд-муви, в котором на фоне меняющихся пейзажей девушки выясняют отношения, узнают новое о своем мужчине, встречают странных людей и в конце концов познают самих себя и собственные желания и цели».